# Liverpoolduif
De liverpoolduif (Caloenas maculata) is een uitgestorven vogel uit de familie van de duiven (Columbidae). De liverpoolduif wordt in het Engels spotted green pigeon genoemd naar het uiterlijk van het enig bewaard gebleven exemplaar. Dit exemplaar wordt in het World Museum in  Liverpool bewaard en heet daarom de liverpoolduif. Deze soort werd lang beschouwd als ondersoort van de manenduif (Caloenas nicobarica). In 2014 gepubliceerd DNA-onderzoek bevestigde de status van aparte soort.